# 頗哩提毗

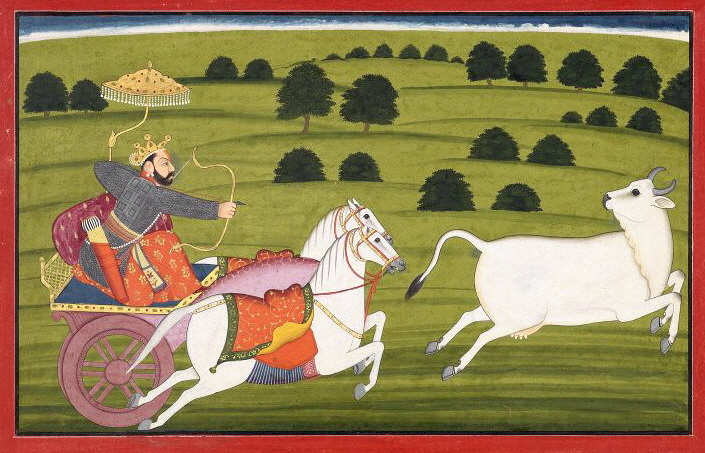
化身成母牛的“頗哩提毗”被国王“部哩度”追赶

頗哩提毗（英語：Prithvi），為印度神话中古老的地母神，名字有“包容者”的意思，一般认为是天父特尤斯的妻子、诸神的母亲。《梨俱吠陀》、《阿闼婆吠陀》称赞她是具备伟大、坚固、不灭性、繁生土地、养育群生等美德的“地母（Bhumi）”。此外，她还有很多称号，如：Vishvasvam（意为“一切的本源”）、Prshni（意为“植物的母亲”）、Dharitri（意为“养育者”）、Dhar（意为“支撑者”）、Ratnagarbha（意为“珍宝的仓库”）等
传说頗哩提毗曾化身成母牛，被毗湿奴化身的国王“部哩度（Prithu）”追赶。最终，頗哩提毗答应听命，并献出自己的乳汁，自此大地开始为人类提供食物。頗哩提毗后被佛教吸收，称其为“地天”、坚牢地神，是“十二天”之一，在南傳佛教中也叫帕媚托拉尼。